# Kim Grant
Kim Tyrone Grant, né le 25 septembre 1972 à Sékondi, est un joueur de football international ghanéen qui évoluait au poste d'attaquant. Actif de 1990 à 2007, il se reconvertit comme entraîneur après sa retraite sportive. Au cours de sa carrière de joueur, il porte les couleurs de seize clubs, basés dans six pays différents.

## Carrière
Kim Grant commence sa carrière professionnelle en mars 1991 au Charlton Athletic Football Club, qui évolue alors en deuxième division anglaise. Il y reste six ans, disputant plus de 120 rencontres pour les « Addicks », inscrivant 18 buts. En mars 1996, il est transféré par Luton Town, engagé dans la lutte pour le maintien en deuxième division. Malgré le renfort de Grant, le club termine dernier et est relégué en League Two. En août 1997, il rejoint Millwall, d'abord sur base d'un prêt d'un mois au cours duquel il inscrit trois buts en trois rencontres officielles, qui convainc les dirigeants de l'engager définitivement. Il y est titulaire la première saison mais perd sa place dans l'équipe de base la saison suivante. Au début de 1999, il est prêté pour six semaines à Notts County, où il dispute six rencontres, avant de revenir à Millwall terminer la saison.
En juillet 1999, Kim Grant part pour la Belgique et signe un contrat avec le KFC Lommelse SK, en première division belge. Le club termine dernier en fin de championnat et le joueur décide de partir pour le Portugal, où il rejoint le FC Marco, un club de deuxième division. Il n'y dispute que deux rencontres en un an puis revient en Angleterre, au Scunthorpe United, qui évolue en Third Division, le quatrième niveau du football anglais. Il n'y reste que trois mois et demi et part ensuite à Yeovil Town en octobre 2001. Avec ce club, il remporte le FA Trophy en 2002 puis le titre de Football Conference en 2003. Quelques jours plus tard, il décide de repartir pour le Portugal et s'engage avec l'Imortal Albufeira, un club de quatrième division.
En juillet 2004, Kim Grant rejoint le championnat malaisien et signe au Sarawak FA. Il n'y reste que six mois puis s'en va au Shonan Bellmare, en J-League 2. Durant l'été, il revient en Angleterre, au Gravesend & Northfleet FC, où il reste cinq mois, suivis de deux piges de trois mois respectivement à Crawley Town et à l'AFC Wimbledon. En mai 2006, il retourne en Asie, plus précisément à Singapour, au Sengkang Punggol FC. En janvier 2007, il est transféré par le Geylang United FC. Il met un terme à sa carrière de joueur en juin de la même année puis décide de revenir vivre en Angleterre.

## Carrière d'entraîneur
Il est nommé entraîneur du Woking FC, en Conference National, en juin 2008. Il ne dirige le club que durant sept rencontres, ne remportant que deux points, ce qui lui vaut d'être licencié le 3 septembre. Durant l'été 2009, il devient président et entraîneur d'un nouveau club au Ghana, le FC Takoradi, fondé en l'honneur de son grand-père, Paa Grant, un homme politique important dans l'histoire du Ghana.

## Sélections internationales
Kim Grant compte sept sélections en équipe nationale ghanéenne, obtenues en 1996 et 1997, au cours desquelles il inscrit un but.

## Palmarès
- Une fois champion de Football Conference en 2003 avec le Yeovil Town Football Club.
- Vainqueur du FA Trophy en 2002 avec le Yeovil Town Football Club.

## Statistiques
| Saison                | Club                      | Championnat           | Championnat | Championnat | Coupe(s) nationale(s) | Coupe(s) nationale(s) | Total | Total |
| Saison                | Club                      | Division              | M.          | B.          | M.                    | B.                    | M.    | B.    |
| 1990-1991             | Charlton Athletic         | League Two            | 12          | 2           | -                     | -                     | 12    | 2     |
| 1991-1992             | Charlton Athletic         | League Two            | 4           | 0           | -                     | -                     | 4     | 0     |
| 1992-1993             | Charlton Athletic         | League One            | 21          | 2           | -                     | -                     | 21    | 2     |
| 1993-1994             | Charlton Athletic         | League One            | 30          | 1           | -                     | -                     | 30    | 1     |
| 1994-1995             | Charlton Athletic         | League One            | 26          | 6           | -                     | -                     | 26    | 6     |
| 1995-1996             | Charlton Athletic         | League One            | 30          | 7           | -                     | -                     | 30    | 7     |
| 1995-1996             | Luton Town                | League One            | 10          | 3           | -                     | -                     | 10    | 3     |
| 1996-1997             | Luton Town                | League Two            | 25          | 2           | -                     | -                     | 25    | 2     |
| 1997-1998             | Millwall                  | League Two            | 39          | 8           | -                     | -                     | 39    | 8     |
| 1998-1999             | Millwall                  | League Two            | 16          | 3           | -                     | -                     | 16    | 3     |
| 1998-1999             | Notts County              | League Two            | 6           | 1           | -                     | -                     | 6     | 1     |
| 1999-2000             | KFC Lommelse SK           | Division 1            | 20          | 3           | 1                     | 0                     | 21    | 3     |
| 2000-2001             | FC Marco                  | Segunda Liga          | 2           | 0           | -                     | -                     | 2     | 0     |
| 2001-2002             | Scunthorpe United         | League Three          | 4           | 1           | -                     | -                     | 4     | 1     |
| 2001-2002             | Yeovil Town               | Football Conference   | 20          | 5           | -                     | -                     | 20    | 5     |
| 2002-2003             | Yeovil Town               | Football Conference   | 13          | 1           | -                     | -                     | 13    | 1     |
| 2003-2004             | Imortal Albufeira         | III. Divisão          | 12          | 6           | -                     | -                     | 12    | 6     |
| 2004                  | Sarawak FA                | Super League          | 7           | 3           | -                     | -                     | 7     | 3     |
| 2005                  | Shonan Bellmare           | J-League 2            | 0           | 0           | 0                     | 0                     | 0     | 0     |
| 2005-2006             | Gravesend & Northfleet FC | Conference National   | 7           | 1           | -                     | -                     | 7     | 1     |
| 2005-2006             | Crawley Town              | Conference National   | -           | -           | -                     | -                     | 0     | 0     |
| 2005-2006             | AFC Wimbledon             | Isthmian FL1          | 4           | 0           | -                     | -                     | 4     | 0     |
| 2006                  | Sengkang Punggol FC       | S-League              | 19          | 10          | -                     | -                     | 19    | 10    |
| 2007                  | Geylang United FC         | S-League              | 8           | 3           | -                     | -                     | 8     | 3     |
| Total sur la carrière | Total sur la carrière     | Total sur la carrière | 335         | 68          | 1                     | 0                     | 336   | 68    |